# 小弗洛伦茨·齐格菲尔德
小弗洛伦茨·爱德华·齐格菲尔德（英語：Florenz Edward Ziegfeld Jr.；1867年3月21日—1932年7月22日) 是一名美国百老汇戏剧制作人，以其讽刺歌舞剧和创办的齐格菲富丽秀闻名，后入选美国剧院名人堂。

## 生平
1867年3月21日:8，他出生于美国伊利诺伊州芝加哥。母亲罗莎莉（Rosalie；née de Hez）出生在比利时，是艾蒂安·莫里斯·热拉尔将军的侄孙女。他的父亲弗洛伦茨·爱德华·齐格菲尔德是一名德国移民，祖父是耶弗尔市长。齐格菲尔德在他母亲信奉的罗马天主教堂受洗，父亲则是路德宗信徒 :7–8。
他的父亲曾管理过芝加哥音乐学院（Chicago Musical College），后来开了一家名叫“Trocadero”的夜总会，借此从1893年芝加哥哥伦布纪念博览会中获利。齐格菲尔德也参与过夜总会的经营，尤金·山道是他雇佣的。
齐格菲尔德在欧洲旅行期间，于伦敦邂逅了波兰裔法国歌手安娜·赫尔德，后为她在美国进行宣传，并让她在自己的一系列百老汇作品中表演，使其声名鹊起。
赫尔德向齐格菲尔德建议模仿巴黎的女神游乐厅组织表演。他因此在1907年组建了齐格菲歌舞团，1907年7月7日首演，直至1931年。表演以精美的服装和布景为特色，由齐格菲尔德亲自挑选的美女伴舞演出欧文·柏林、乔治·格什温和杰罗姆·科恩等著名作曲家的作品 。这些女孩不少因此成名，如玛丽莲·米勒等。

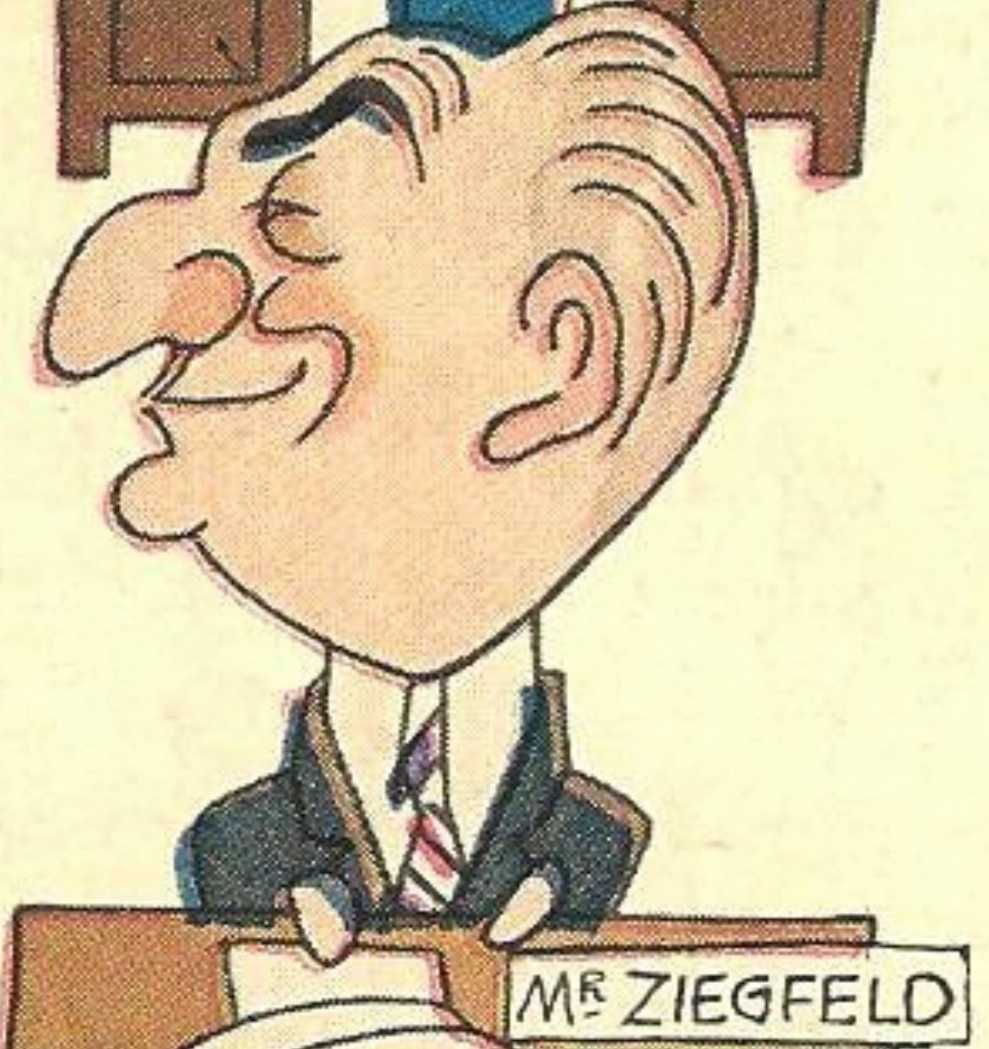
拉尔夫·巴顿绘制的齐格菲尔德讽刺漫画，1925年

他花费250万美元在纽约建造了拥有1600个座位的齐格菲尔德剧院。资金来自威廉·赫斯特，后者在齐格菲尔德死后获得了剧院的控制权。
齐格菲尔德剧院于1927年2月开业，演出齐格菲尔德制作的《Rio Rita》，随后上演的《演艺船》也获得了很大的成功。
1929年華爾街股災发生后，齐格菲尔德损失惨重。1932年，他和CBS电台合作，制作广播剧《The Ziegfeld Follies of the Air 》，但不久后便去世。
齐格菲尔德于1932年7月22日在好莱坞死于胸膜炎，之前他曾在新墨西哥州的疗养院疗养，搬到好莱坞还没几天。

## 个人生活
根据安娜·赫尔德1918年8月13日在《纽约时报》上的讣告，齐格菲尔德和她于1897年开始了同居婚姻:45。1912年4月14日，赫尔德提出离婚，1913年1月9日正式离婚 :124–125，原因可能是齐格菲尔德出轨，出轨对象是莉莲·洛林。莉莲·洛林由齐格菲尔德在1907年发掘，并得到他的力捧，成为齐格菲女郎的台柱之一，还住在齐格菲尔德与赫尔德家两层楼上:63。
离婚后不久，齐格菲尔德于1914年除夕夜的一次聚会上与女演员比莉·伯克结识，旋即在当年4月11日结婚。两人育有一女帕翠西亚（Patricia Ziegfeld Stephenson；1916–2008）。但他死后给伯克留下了巨额债务，促使她不得不继续当演员还债。齐格菲尔德和伯克被安葬在纽约州瓦尔哈拉的肯西科公墓（Kensico Cemetery）。